# Великий зірчастий додекаедр
Великий зірчастий додекаедр  :стор.18 ;:стор.443-444 — один з чотирьох правильних зірчастих багатогранників Кеплера — Пуансо.
Великий зірчастий додекаэдр вперше повністю описано в трактаті Йоганна Кеплера 1619 року «Harmonices Mundi», а назву йому дав Артур Кейлі в 1859 році.  :стор.410
Має 12 граней — правильних п'ятипроменевих зірок (пентаграм), які перетинаються між собою та 20 вершин. Шість пар граней лежать в паралельних площинах, В кожній вершині перетинаються три грані.
Його символ Шлефлі — {\displaystyle \left\{{\frac {5}{2}},3\right\}}. Це означає, що кожна вершина оточена трьома гранями (пентаграмами {5/2}).  :стор.410
Має центральну опуклу ділянку кожної грані, «приховану» всередині багатогранника, при цьому зовні видно тільки частину граней у вигляді рівнобедрених трикутніиків.
Розташування вершин великого зірчастого додекаедра таке ж як і у правильного додекаедра (тобто опукла оболонка великого зірчастого додекаедра є правильним додекаедром).
Великий зірчастий додекаедр має повну симетрію правильного ікосаедра, і отже, всі його елементи симетрії, а саме:
1) має 31 вісь обертової симетрії:
‒ 6 осей 5-го порядку — проходять через протилежні точки, в яких перетинаються по п'ять граней;
‒ 10 осей 3-го порядку — проходять через протилежні вершини;
‒ 15 осей 2-го порядку — проходять через середини протилежних паралельних ребер.
2) має 15 площин дзеркальної симетрії, що проходять через кожні дві сусідні вершини та центр багатогранника (через кожну пару паралельних ребер).
3) має центр симетрії.

### Як зірчаста форма додекаедра
|                                                                                          |                                                                |                                                |
| Діаграма ззірчення правильного додекаедра та грань великого зірчастого додекаедра на ній | Жовтим кольором зображено грань великого зірчастого додекаедра | Утворення грані великого зірчастого додекаедра |

Великий зірчастий додекаедр є третьою та останньою зірчастою формою правильного додекаедра. Його грані складені з нульового, першого, другого та третього відсіків на діаграмі ззірчення правильного додекаедра.  :стор.19
Великий зірчастий додекаедр утворюється з правильного додекаедра при продовженні (розширенні) його граней. Кожна грань правильного додекаедра розширюється до її взаємного перетину з п'ятьма не суміжними до неї гранями. При цьому виникають два можливих випадки: опуклий правильний п'ятикутник — грань великого додекаедра, та правильна п'ятипроменева зірка (для якої вказаний п'ятикутник є ядром) — грань великого зірчастого додекаедра.:стор.443
Також великий зірчастий додекаедр є радіально-опуклим зірчастим багатогранником, тобто кожен промінь, що виходить з його центра, перетинає багатогранник лише в одній точці.

### Як нарощення правильного ікосаедра
Багатогранник, візуально схожий на великий зірчастий додекаедр, з довжиною ребра {\displaystyle a} можна отримати з правильного ікосаедра з довжиною ребра {\displaystyle {\frac {1}{\varphi ^{3}}}\cdot a=({\sqrt {5}}-2)\cdot a\approx 0.2360679\cdot a}, наростивши на його гранях прямі трикутні піраміди, висотою {\displaystyle {\sqrt {\frac {3-{\sqrt {5}}}{6}}}\cdot a\approx 0,5682209\cdot a}.
Але отриманий таким чином багатогранник схожий на великий зірчастий додекаедр тільки візуально, але насправді ним не є, оскільки має додаткові вершини та ребра, що належать правильному ікосаедру та цим пірамідам (два ребра трикутних пірамід та одне ребро ікосаедра лежать на одній прямій і візуально створюють враження одного ребра).
Багатогранник, утворений шляхом приєднання прямих трикутних пірамід до граней додекаедра, є топологічно еквівалентним до триакісікосаедра (одного з тіл Каталана).
| Ядро (Правильний ікосаедр) | Зірчастий багатогранник | Багатогранник Каталана (Триакісікосаедр) |
| -------------------------- | ----------------------- | ---------------------------------------- |
|                            |                         |                                          |

## Формули
У всіх формулах нижче: {\displaystyle \varphi ={\frac {1+{\sqrt {5}}}{2}}\approx 1.6180339887} — відношення пропорції «золотого перетину».
(послідовність A001622 з Онлайн енциклопедії послідовностей цілих чисел, OEIS).
| Для великого зірчастого додекаедра з довжиною ребра {\displaystyle a}:                  | Для великого зірчастого додекаедра з довжиною ребра {\displaystyle a}:                                                                                                   | Для великого зірчастого додекаедра з довжиною ребра {\displaystyle a}: |
| --------------------------------------------------------------------------------------- | --- | ---------------------------------------------------------------------- |
| Довжина основи рівнобедреного трикутника грані (довжина сторони «нарощеного ікосаедра») | {\displaystyle b=\left({\sqrt {5}}-2\right)\cdot a={\frac {1}{\varphi ^{3}}}\cdot a}                                                                                     | ≈ 0.236067977{\displaystyle \cdot a}                                   |
| Довжина бічної сторони рівнобедреного трикутника грані                                  | {\displaystyle s={\frac {3-{\sqrt {5}}}{2}}\cdot a=\left(2-\varphi \right)\cdot a={\frac {1}{\varphi ^{2}}}\cdot a}                                                      | ≈ 0.381966011{\displaystyle \cdot a}                                   |
| Висота «нарощеної піраміди»                                                             | {\displaystyle H={\sqrt {\frac {3-{\sqrt {5}}}{6}}}\cdot a={\frac {\sqrt {3}}{3\cdot \varphi }}\cdot a}                                                                  | ≈ 0.35682209{\displaystyle \cdot a}                                    |
| Радіус описаної сфери (проходить через всі вершини)                                     | {\displaystyle R={\frac {\sqrt {3}}{4}}\cdot ({\sqrt {5}}-1)\cdot a={\frac {\sqrt {3}}{2\cdot \varphi }}\cdot a}                                                         | ≈ 0.535233135{\displaystyle \cdot a}                                   |
| Радіус напіввписаної сфери (дотикається до всіх ребер)                                  | {\displaystyle \rho ={\frac {3-{\sqrt {5}}}{4}}\cdot a=\left(1-{\frac {\varphi }{2}}\right)\cdot a={\frac {1}{2\cdot \varphi ^{2}}}\cdot a}                              | ≈ 0.190983006{\displaystyle \cdot a}                                   |
| Радіус вписаної сфери (дотикається до всіх граней)                                      | {\displaystyle r={\frac {1}{2}}\cdot {\sqrt {\frac {25-11{\sqrt {5}}}{10}}}\cdot a={\frac {2-\varphi }{2\cdot {\sqrt {\varphi {\sqrt {5}}}}}}\cdot a}                    | ≈ 0.100405708{\displaystyle \cdot a}                                   |
| Площа поверхні                                                                          | {\displaystyle S=15\cdot {\sqrt {85-38{\sqrt {5}}}}\cdot a^{2}=15\cdot \left(5-3\varphi \right){\sqrt {3-\varphi }}\cdot a^{2}}                                          | ≈ 2.572701377{\displaystyle \cdot a^{2}}                               |
| Об'єм                                                                                   | {\displaystyle V=V_{\text{ікос}}+20\cdot V_{\text{пірам}}={\frac {5}{4}}\cdot \left(13{\sqrt {5}}-29\right)\cdot a^{3}}                                                  | ≈ 0.086104634{\displaystyle \cdot a^{3}}                               |
| Двогранний кут між гранями                                                              | {\displaystyle \alpha =\arccos \left({\frac {\sqrt {5}}{5}}\right)=2\cdot \arctan \left({\frac {1}{\varphi }}\right)=\operatorname {arccot} \left({\frac {1}{2}}\right)} | ≈ 1.1071487 рад ≈ 63°26′ 5.81576′′                                     |

Вписана та напіввписана сфери повністю лежать всередині багатогранника та не виходять за його межі.
Центр мас великого зірчастого додекаедра знаходиться в його геометричному центрі.
Момент інерції суцільного великого зірчастого додекаедра з одиничною масою та одиничною довжиною ребра:
{\displaystyle I={\frac {95-39\cdot {\sqrt {5}}}{300}}\approx 0.0259778296}

## Координати вершин
Як було зазначено вище, великий зірчастий додекаедр має таке ж розташування вершин, як і правильний додекаедр, а отже, вершини великого зірчастого додекаедра з довжиною ребра {\displaystyle a=1} та правильного додекаедра з довжиною ребра {\displaystyle b={\frac {1}{\varphi ^{2}}}\cdot a={\frac {3-{\sqrt {5}}}{2}}\cdot a\approx 0.381966\cdot a} в декартовій системі координат збігаються та мають наступні координати:
- {\displaystyle \left(\pm {\frac {{\sqrt {5}}-1}{4}},\pm {\frac {{\sqrt {5}}-1}{4}},\pm {\frac {{\sqrt {5}}-1}{4}}\right)} — цей набір координат формує вершини куба, вписаного в додекаедр, а отже, і в вершини великого зірчастого додекаедра; ребро цього куба (відстань між найближчими несусідніми вершинами великого зірчастого додекаедра) дорівнює {\displaystyle {\frac {1}{\varphi }}\cdot a={\frac {{\sqrt {5}}-1}{2}}\cdot a\approx 0.6180339887\cdot a}

Наступні 12 вершин формують взаємно відцентровані та і взаємно ортогональні золоті прямокутники, що вписані в вершини додекаедра, а отже, і в вершини великого зірчастого додекаедра, та розташовані в координатних площинах:
- {\displaystyle \left(\pm {\frac {1}{2}},0,\pm {\frac {3-{\sqrt {5}}}{4}}\right)};
- {\displaystyle \left(0,\pm {\frac {3-{\sqrt {5}}}{4}},\pm {\frac {1}{2}}\right)};
- {\displaystyle \left(\pm {\frac {3-{\sqrt {5}}}{4}},\pm {\frac {1}{2}},0\right)}.

При цьому початок координат збігається з центром багатогранника, що є його центром симетрії та центром вписаної, напіввписаної та описаної сфер.
Осі координат Ox, Oy та Oz збігаються з трьома осями симетрії 2-го порядку.
Координатні площини Oxz, Oyz та Oxy є площинами симетрії багатогранника.
Також, великий зірчастий додекаедр з довжиною ребра {\displaystyle a=\varphi ^{2}=\varphi +1\approx 2.6180339887} (при цьому довжина ребра додекаедра, що має те ж розташування вершин, дорівнює {\displaystyle b=1}) в декартовій системі координат має вершини з наступними координатами:
- {\displaystyle \left({\frac {1}{2}}{\sqrt {\frac {5+2{\sqrt {5}}}{5}}},\quad \pm {\frac {1}{2}}\,,{\frac {1}{2}}{\sqrt {\frac {25+11{\sqrt {5}}}{10}}}\right)}, {\displaystyle \left(-{\frac {1}{2}}{\sqrt {\frac {5-{\sqrt {5}}}{10}}},\,\pm {\frac {1+{\sqrt {5}}}{4}}\,,{\frac {1}{2}}{\sqrt {\frac {25+11{\sqrt {5}}}{10}}}\right)}, {\displaystyle \left(-{\sqrt {\frac {5+{\sqrt {5}}}{10}}},\quad 0\,\,,{\frac {1}{2}}{\sqrt {\frac {25+11{\sqrt {5}}}{10}}}\right)};

- {\displaystyle \left(-{\frac {1}{2}}{\sqrt {\frac {5+2{\sqrt {5}}}{5}}},\quad \pm {\frac {1}{2}}\,,-{\frac {1}{2}}{\sqrt {\frac {25+11{\sqrt {5}}}{10}}}\right)}, {\displaystyle \left({\frac {1}{2}}{\sqrt {\frac {5-{\sqrt {5}}}{10}}},\,\pm {\frac {1+{\sqrt {5}}}{4}}\,,-{\frac {1}{2}}{\sqrt {\frac {25+11{\sqrt {5}}}{10}}}\right)}, {\displaystyle \left({\sqrt {\frac {5+{\sqrt {5}}}{10}}},\quad 0\,\,,-{\frac {1}{2}}{\sqrt {\frac {25+11{\sqrt {5}}}{10}}}\right)};

- {\displaystyle \left({\frac {1}{2}}{\sqrt {\frac {25+11{\sqrt {5}}}{10}}},\,\pm {\frac {1+{\sqrt {5}}}{4}}\,,{\frac {1}{2}}{\sqrt {\frac {5-{\sqrt {5}}}{10}}}\right)}, {\displaystyle \left(-{\frac {1}{2}}{\sqrt {\frac {5+{\sqrt {5}}}{10}}},\,\pm {\frac {3+{\sqrt {5}}}{4}}\,,{\frac {1}{2}}{\sqrt {\frac {5-{\sqrt {5}}}{10}}}\right)}, ⁣{\displaystyle \left(-{\sqrt {\frac {5+2{\sqrt {5}}}{5}}},\,0\,,{\frac {1}{2}}{\sqrt {\frac {5-{\sqrt {5}}}{10}}}\right)} ;
- {\displaystyle \left(-{\frac {1}{2}}{\sqrt {\frac {25+11{\sqrt {5}}}{10}}},\,\pm {\frac {1+{\sqrt {5}}}{4}}\,,-{\frac {1}{2}}{\sqrt {\frac {5-{\sqrt {5}}}{10}}}\right)}, {\displaystyle \left({\frac {1}{2}}{\sqrt {\frac {5+{\sqrt {5}}}{10}}},\,\pm {\frac {3+{\sqrt {5}}}{4}}\,,-{\frac {1}{2}}{\sqrt {\frac {5-{\sqrt {5}}}{10}}}\right)}, ⁣{\displaystyle \left({\sqrt {\frac {5+2{\sqrt {5}}}{5}}},\,0\,,-{\frac {1}{2}}{\sqrt {\frac {5-{\sqrt {5}}}{10}}}\right)}.

При цьому, вершини додекаедра, а отже, і в вершини великого зірчастого додекаедра, лежать по п'ять у чотирьох паралельних площинах (паралельних до площини Oxy), в кожній з яких розташовані як вершини правильного п'ятикутника. Вісь Oz збігається з однією з осей обертової симетрії 5-го порядку, вісь Oy збігається з однією з осей обертової симетрії 2-го порядку, а площина Oxz є площиною дзеркальної симетрії. Центр багатогранника знаходиться в початку координат.

## Пов'язані та споріднені багатогранники
Опукла оболонка великого зірчастого додекаедра є правильним додекаедром.

Анімація послідовності зрізання великого зірчастого додекаедра від { 5/2, 3} до {3, 5/2}

Існує чотири неопуклих однорідних багатогранників, що утворені певними ступенями операції зрізання великого зірчастого додекаедра.
Зрізаний великий зірчастий додекаедр можна вважати виродженим неопуклим однорідним багатогранником. Вершини великого зірчастого додекаедра зрізаються до тих пір, доки повністю не зникнуть «трикутні піраміди».
Візуально він виглядає як правильний ікосаедр, але має 32 грані — 20 правильних трикутників, утворених від зрізання вершин і 12 п'ятикутників, утворених від зрізання пентаграм, що знаходяться всередині багатогранника. П'ятикутники зі зрізаних пентаграм насправді є виродженими десятикутниками {10/2}, що приймають форму подвійно-накритих п'ятикутників із двома множинами вершин і ребер, накладених одне на одне.
Коли n⁄d  -кутник скорочується в процесі зрізання, він стає 2n⁄d  -кутником.
Наприклад, зрізаний п'ятикутник { 5⁄1 } стає десятикутником { 10⁄1 }, а зрізана пентаграма { 5⁄2 } стає подвійно-накритим п'ятикутником (тобто десятикутником, що має форму п'ятикутника) { 10⁄2 } (це означає, що ми відвідаємо кожну вершину двічі, щоб завершити багатокутник).
Багатогранник має 60 вершин (в кожній вершині «ікосаедра» містяться п'ять суміщених вершин багатогранника) та 90 ребер (кожне ребро «ікосаедра» є потрійним — одне ребро від зрізання вершини (вершинна фігура — опуклий правильний трикутник) та два ребра від зрізання пентаграми).
Найбільш наближеним до нього багатогранником є малий складений ікосододекаедр, який також має зовнішній вигляд ікосаедра та внутрішні п'ятикутні грані, але має іншу кількість вершин та ребер.
Великий ікосододекадр утворюється при повному зрізанні (ректифікації) великого зірчастого додекаедра, коли зрізання вершин проводиться до точок, що лежать на серединах ребер багатогранника, тобто ребра початкового багатогранника фактично зникають.
Зрізаний великий ікосаедр є однорідним неопуклим багатогранником U55, що має діаграму Коксетера — Динкіна  та символ Шлефлі t{3,5/2}. Має 32 граней (12 правильних п'ятипроменевих зірок (пентаграм) та 20 правильних шестикутників), 90 ребер та 60 вершин.
Процес зрізання великого зірчастого додекаедра завершується (при повному глибокому зрізанні або біректифікації) утворенням двоїстого до нього багатогранника — великого ікосаедра, коли грані початкового багатогранника зменшуються до точок, тобто фактично зникають.
| Назва                        | Великий зірчастий додекаедр | Зрізаний великий зірчастий додекаедр | Великий ікосододекадр | Зрізаний великий ікосаедр | Великий ікосаедр |
| ---------------------------- | --------------------------- | ------------------------------------ | --------------------- | ------------------------- | ---------------- |
| Діаграма Коксетера — Динкіна | · o3o5/2x                   | · o3x5/2x                            | · o3x5/2o             | · x3x5/2o                 | · x3o5/2o        |
| Символ Шлефлі                | {5/2,3}                     | t{5/2,3}                             | r{3,5/2}              | t{3,5/2}                  | {3,5/2}          |
| Зображення                   |                             |                                      |                       |                           |                  |

Родина зірчастих форм правильного додекаедра.

Великий зірчастий додекаедр з піритоедричною симетрією

| Зірчасті форми правильного додекаедра | Зірчасті форми правильного додекаедра | Зірчасті форми правильного додекаедра | Зірчасті форми правильного додекаедра | Зірчасті форми правильного додекаедра |
|                                       | Тіло Платона                          | Тіла Кеплера — Пуансо                 | Тіла Кеплера — Пуансо                 | Тіла Кеплера — Пуансо                 |
| Додекаедр                             | Малий зірчастий додекаедр             | Великий додекаедр                     | Великий зірчастий додекаедр           |                                       |
| ------------------------------------- | ------------------------------------- | ------------------------------------- | ------------------------------------- | ------------------------------------- |
| Символ Шлефлі {p, q}                  | {5,3}                                 | {5/2,5}                               | {5,5/2}                               | {5/2,3}                               |
| Зображення                            |                                       |                                       |                                       |                                       |
| Діаграма зірчастого багатогранника    |                                       |                                       |                                       |                                       |
| Обертання                             |                                       |                                       |                                       |                                       |

## Додатково
| Обертання багатогранника | Сферична проєкція | Розгортка | Модель багатогранника з паперу |
| ------------------------ | --- | --- | ------------------------------ |
|                          | Цей багатогранник також можна подати у вигляді сферичної плитки зі щільністю 7. (Одна сферична грань у вигляді п'ятипроменевої зірки, обведена синім і заповнена жовтим кольорами) | × 20 Великий зірчастий додекаедр можна скласти з паперу, з'єднавши разом 20 правильних трикутних пірамід (без основи). Кожен рівнобедрений трикутник (золотий трикутник) в цій розгортці візуально представляє видиму частину правильного п'ятикутника — грані великого зірчастого додекаедра. |                                |

| Багатокутник Петрі великого зірчастого додекаедра                                                                    | Багатокутник Петрі великого зірчастого додекаедра | Багатокутник Петрі великого зірчастого додекаедра | Багатокутник Петрі великого зірчастого додекаедра | Багатокутник Петрі великого зірчастого додекаедра |
| --- | ------------------------------------------------- | ------------------------------------------------- | ------------------------------------------------- | ------------------------------------------------- |
| |                                                   |                                                   |                                                   |                                                   |
| Просторовими багатокутниками Петрі великого зірчастого додекаедра є 6 просторових десятипроменевих зірок (декаграм). |                                                   |                                                   |                                                   |                                                   |